# Armas Järnefelt
Edvard Armas Järnefelt (Vyborg, 14 agosto 1869 – Stoccolma, 23 giugno 1958) è stato un direttore d'orchestra e compositore finlandese con cittadinanza svedese che ottenne qualche successo minore con le sue opere orchestrali Berceuse e Praeludium. Trascorse gran parte della sua carriera di direttore dell'Opera reale svedese di Stoccolma, in Svezia.

## Biografia
Armas Järnefelt nacque a Vyborg, nel Granducato di Finlandia, figlio del generale August Aleksander Järnefelt e di Elisabeth Järnefelt (nata Clodt von Jürgensburg).
Järnefelt studiò con Ferruccio Busoni a Helsinki e con Jules Massenet a Parigi. Sia Järnefelt che Busoni avevano uno stretto rapporto con Jean Sibelius, che aveva sposato la sorella di Järnefelt Aino. Dal 1905 Järnefelt ebbe una lunga carriera come direttore all'Opera reale svedese a Stoccolma, cominciando come répétiteur dal 1905 al 1911 (divenne cittadino svedese nel 1909); direttore d'orchestra 1911-1923 e direttore d'orchestra principale 1923-1933.
Tra il 1932-36 Järnefelt fu direttore artistico e direttore dell'Opera Nazionale Finlandese. Presentò, tra gli altri, Sigfrido e Il crepuscolo degli dei dal ciclo dell'anello di Wagner e il Parsifal. Fu direttore principale dell'Orchestra filarmonica di Helsinki 1942-1943, e tornò all'Opera Reale Svedese come direttore d'orchestra dal 1938 al 1946. Morì a Stoccolma.

### Opere
I lavori musicali di Järnefelt comprendono:
- Lyrical Overture (1892)
- Childhood Days (Lapsuuden ajoilta) (1892)
- Serenade per orchestra in sei movimenti (1893)
- Poema sinfonico Korsholma (1894)
- Suite per piccola orchestra (1895)
- Poema sinfonico Heimathklang (lit. The sound of home) (1895)
- Suite in Mi-bemolle maggiore (1897)
- Finnish Rhapsody (1899)
- Praeludium (1900)
- Berceuse (1904)

Compose inoltre più di 70 brani solisti, 21 pezzi per coro maschile, 12 brani per coro misto e 13 cantate.
Järnefelt ha anche scritto musica per palcoscenico e per il cinema, ad es. per il film Song of the Scarlet Flower (1919), diretto da Mauritz Stiller, forse la prima musica per film originale di un compositore nordico.

### Successi
Qualche successo minore con le sue opere orchestrali ''Berceuse'' e ''Praeludium''. Trascorse gran parte della sua carriera di direttore presso l'Opera Reale Svedese a Stoccolma, in Svezia.

### Vita privata
I suoi fratelli erano Kasper Järnefelt, critico e traduttore di letteratura russa; lo scrittore Arvid Järnefelt (la musica per la sua opera Kuolema è di Jean Sibelius); il pittore Eero Järnefelt (Erik), Ellida, Ellen, Aino (che sposò Sibelius), Hilja e Sigrid.
Fu sposato due volte: prima con il soprano Maikki Järnefelt (nata Pakarinen) dal 1893 al 1808 (lei successivamente sposò Selim Palmgren) e poi dal 1910 con la cantante d'opera Olivia Edström.

## Eredità
Nel giugno 2012 fu inaugurata una mostra delle cose di Järnefelt all'ingresso dell'Accademia Sibelius situata nel Music Centre di Helsinki.